# Abbaye Notre-Dame de Bois-Grolland
L’abbaye de Notre-Dame de Bois-Grolland est une ancienne abbaye cistercienne, fondée par les moines de l'abbaye de Moreilles, et qui était située sur le territoire de la commune de Poiroux, en Vendée.

## Histoire

### Fondation
L'abbaye fut fondée par des moines bénédictins. En 1203, elle choisit d'opter plutôt pour l'ordre cistercien et de s'affilier à l'abbaye de Moreilles voisine.

### Moyen Âge
Comme de nombreuses autres abbayes proches du littoral vendéen ou charentais, celle de Bois-Grolland est assez active dans l'aménagement et le drainage des étangs,. Comme d'autres abbayes de la région, elle tirait une partie de ses revenus des marais salants qu'elle avait créés en bord de mer, notamment à Jard-sur-Mer. Le restant était principalement dû à l'élevage sur les prés qui avaient été gagnés sur les marécages.
En 1333, un document recensant les moyens financiers de toutes les abbayes cisterciennes du royaume de France, en vertu de leur participation à la décime, révèle que Bois-Grolland, sur près de deux cents abbayes masculines de l'ordre, est la plus pauvre, sa contribution à l'impôt s'élevant tout juste à cinq sous annuels.

### Renaissance
En 1538, l'abbaye est en conflit avec le seigneur voisin de la Guignardière ; le prétexte officiel en est une question de terrains de chasse, mais il se pourrait que ce soit en réalité un prétexte cachant une querelle liée aux guerres de Religion. Plus tard, les mêmes guerres de Religion sont sources d'importantes destructions pour l'abbaye.

### Sous la Révolution et l'Empire
À la Révolution, l'abbaye est fermée. De 1807 à 1813, les Ursulines l'occupent, réunies, là, de différents monastères fermés par les révolutionnaires, sous l'autorité de la sœur Sainte-Angèle (Mlle de Lézardière).
Depuis la fermeture l'abbaye a été rachetée par un homme prénommé Constant Verger. L'abbaye appartient aujourd'hui à la famille Magnier de Maisonneuve héritier direct de Constant Verger.  
Les armoiries sont « 12 bandes azur et or au cerf naturel passant ».

## Filiation et dépendances
Notre-Dame de Bois-Grolland est fille de l'abbaye de Claivaux